# Karl Brunke
Karl Brunke (* 1892; † 1961) war ein deutscher Polizeibeamter.

## Werdegang
Brunke war ab dem 24. Mai 1946 Chef der Polizei Hannover. Er löste bei seinem Dienstantritt Fritz Kiehne ab, der nach der Verhaftung von Adolf Schulte vorübergehend den Posten übernommen hatte. Als seine Maxime nannte er den unbedingten Gehorsam gegenüber der britischen Militärregierung und lehnte jegliche Parteipolitik ab. Wesentlich trieb er die Entnazifizierung der Behörde voran.
Auf sein Betreiben hin schuf der Polizeiausschuss für den Stadtkreis Hannover soziale Einrichtungen für die Polizisten. Im Frühjahr 1948 öffnete das Polizeierholungsheim in Altenau (Harz) und eine Wohnungsbaugenossenschaft wurde gegründet. Auch der Sportplatz und das Klubhaus des Polizei-Sportvereins wurden wieder hergestellt.
Zugleich war er Vorsitzender der Vereinigung der niedersächsischen Polizeichefs. 1951 wechselte er auf den Posten des Inspekteurs der Bereitschaftspolizeien der Länder.

## Auszeichnungen
- 1955: Großes Verdienstkreuz der Bundesrepublik Deutschland